# Szelizsarovói járás

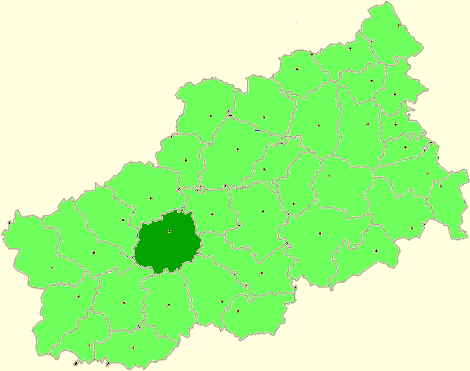
A Szelizsarovói járás a Tveri területen

A Szelizsarovói járás (oroszul Селижаровский район) Oroszország egyik járása a Tveri területen. Székhelye Szelizsarovo.

## Népesség
- 1989-ben 18 092 lakosa volt.
- 2002-ben 15 125 lakosa volt.
- 2010-ben 12 722 lakosa volt, melyből 12 020 orosz, 117 ukrán, 63 csecsen, 56 kirgiz, 55 cigány, 38 fehérorosz, 30 csuvas, 26 örmény, 25 tatár, 23 tadzsik, 22 ingus, 22 moldáv, 22 üzbég, 20 azeri, 16 dargin, 14 lengyel, 13 avar, 12 német stb.